# Metasesarma
Metasesarma is een geslacht van kreeftachtigen uit de klasse van de Malacostraca (hogere kreeftachtigen).

## Soorten
- Metasesarma aubryi (A. Milne-Edwards, 1869)
- Metasesarma obesum (Dana, 1851)